# Közép-amerikai indián civilizációk

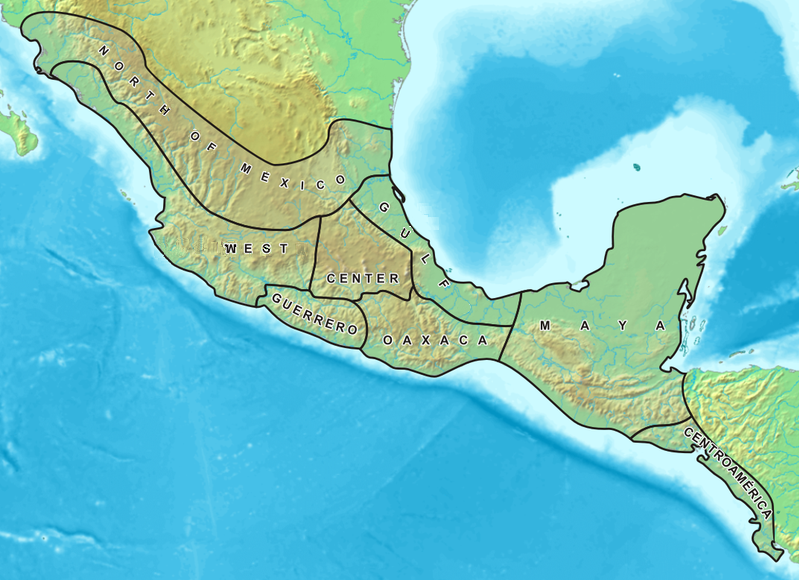
Mezoamerika

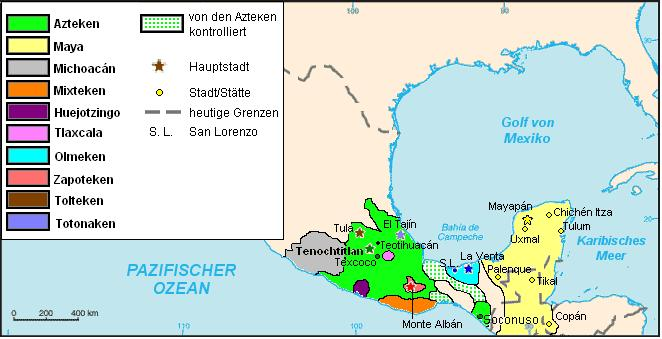
A Kolumbusz előtti birodalmak a térképen

Közép-amerikai indián civilizációk - történelmi régió és kulturális terület Észak-Amerikában, mely körülbelül Mexikó központjától Belize, Guatemala, Salvador, Honduras, Nicaragua és Costa Rica északi részére terjed ki. E régión belül a Kolumbusz előtti társadalmak már több mint 1000 éven át virágoztak az amerikai spanyol gyarmatosítás előtt.
Mezoamerika volt a világtörténelem két legnagyobb történelmi átalakulásának helyszíne: az elsődleges városi generáció, és az újvilági kultúrák kialakulása az őslakos, európai, afrikai és ázsiai kultúrák hosszú találkozásai által.
Mezoamerika területét az őshonos kultúrák által kifejlesztett és az újvilági kultúrák közös kulturális vonásainak mozaikja határozza meg.
I. e. 7000-től számolhatjuk a mezőgazdasági falvak kialakulását, ekkortájt vette kezdetét a kakaó, a kukorica, a bab, a paradicsom, az avokádó, a vanília, a tök és a chili termesztésének, valamint a pulyka és a kutya háziasításának kialakulása is. A későbbi időszakban pedig a mezőgazdaság és a kulturális vonások, mint például egy bonyolult mitológiai és vallási hagyomány, egy vigezimális, vagyis húszas alapú számrendszer, egy összetett naptárrendszer, a labdajáték hagyománya és a sajátos építészeti stílus, terjedtek el a területen. Szintén ebben az időszakban kezdődött meg a falvak társadalmi rétegződése, és fejedelemségekké fejlődése.
Nagy ünnepi központokat építettek, amelyeket kereskedelmi útvonalak hálózata kötött össze luxuscikkek cseréjére, értve ezalatt például az obszidiánt, a jádét, a kakaót, a cinóbert, a Spondylus-kagylót, a hematitot és a kerámiát. Bár a mezoamerikai civilizáció ismerte a kereket és az alapvető kohászatot, e technológiák egyike sem vált kulturálisan fontossá.

## Az első kultúrák kialakulása

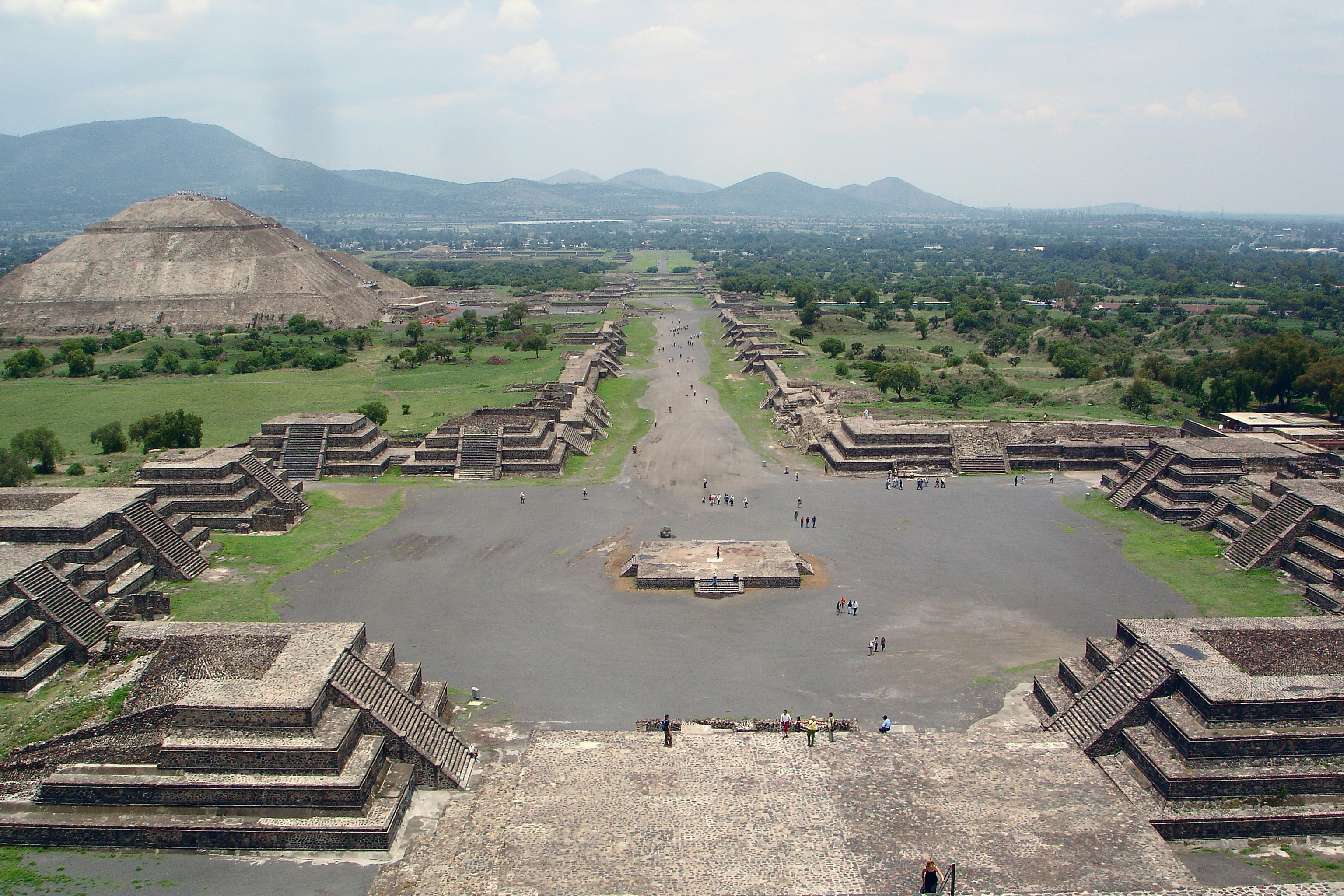
Teotihuacán romjai

A legkorábbi összetett civilizációk közé tartozott a Mexikói-öböl partvidékén kialakult olmék kultúra, amely a szárazföldön és délen kiterjedt a Tehuantepeci-öbölre is. A korai olmék és más chiapas, oaxaca és guatemalai kultúrák közötti gyakori kapcsolat és kulturális csere megalapozta a mezoamerikai kulturális területet. Mindez elősegítette a jelentős regionális kommunikációt az ősi Mezoamerikában, különösen a Csendes-óceán partja mentén.
Ebben a formációs időszakban terjedtek el a különböző vallási és szimbolikus hagyományok, valamint erre az időszakra tehető a művészeti és építészeti komplexumok fejlődése is. A következő, klasszikus korszakban komplex városi kultúrák kezdtek kialakulni a maják körében, és olyan központok emelkedtek, mint Aguada Fénix és a mexikói Calakmul, El Mirador meg Tikal Guatemalában, a zapotékokról nem is beszélve. Ebben az időszakban fejlesztették ki az első igazi mezoamerikai írásrendszereket az Epi-Olmec és a zapoték kultúrákban. A mezoamerikai íráshagyomány a klasszikus maja hieroglif írásmódban érte el csúcspontját.

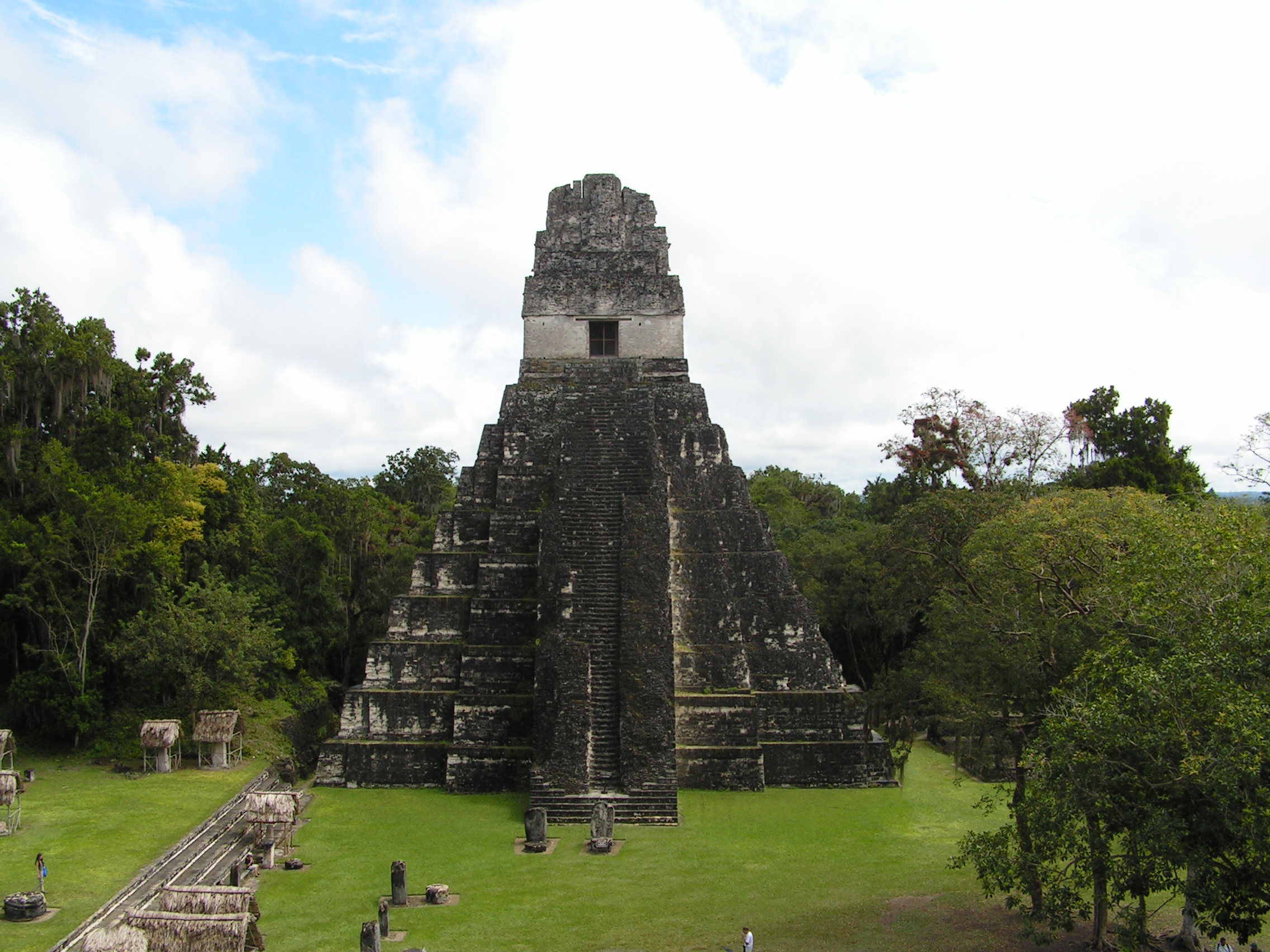
Tikal, maja civilizáció

Mezoamerika egyike azon három régiónak a világon, ahol az írás önállóan fejlődött (a többi az ősi sumer és Kína). Közép-Mexikóban Teotihuacan városa a klasszikus korszak csúcsán emelkedett; katonai és kereskedelmi birodalmat alakított ki, amelynek politikai befolyása délre, a maja civilizáció területére és észak felé is kiterjedt. Teotihuacan összeomlása után, i. e. 600 körül Közép-Mexikóban számos fontos politikai központ között, mint például Xochicalco és Cholula között verseny alakult ki. Ebben az időben, az epi-klasszikus időszakban a nahua népek északról dél felé, Mezoamerikába kezdtek költözni, és politikailag és kulturálisan uralkodóvá váltak Közép-Mexikóban, mivel kiszorították az Oto-Manguean nyelvet beszélőket.
A korai klasszikus utáni időszakban Közép-Mexikót a tolték kultúra, Oaxacát a mixtecek uralták. Az alföldi maja területeknek fontos központjai voltak Chichén Itzában és Mayapánban. A klasszicizmus utáni időszak vége felé a Közép-Mexikó aztékjai által felépített birodalom Mezoamerika középső részét fedte le.
A különös mezoamerikai kulturális hagyomány a 16. századi spanyol hódítással ért véget. A következő évszázadok során a mezoamerikai bennszülött kultúrákat fokozatosan alávetették a spanyol kolóniáknak.